# 2022 год в Азербайджане
- Год Шуши[1]

## Январь
- 13 января — Начато строительство Хызы-Абшеронской ветряной электростанции[2]

## Февраль
- 22 февраля — Московская декларация в честь 30-летия установления дипломатических отношений между Россией и Азербайджаном.

## Март
- 15 марта — Приостановлена перекачка нефти по трубопроводу Баку — Супса[3][4]

## Апрель
- 22—23 апреля — V съезд азербайджанцев мира[5]
- 22—24 апреля — Кубок мира FIG по художественной гимнастике[6]

## Май
- 3—4 мая — 27 Первенство Баку по художественной гимнастике[7]
- 20—27 мая — Международный фортепианный фестиваль «İnternational Baku Piano Festival»[8]
- 26—29 мая — Международный фестиваль авиации, космоса и технологий «Teknofest[англ.]»[9].

## Июнь
- 1—4 июня — Бакинская энергетическая неделя[10]
- 2—4 июня — 27-й Бакинский энергетический форум[11]
- 10—12 июня — Гран-при Азербайджана «Формула-1»
- 16—18 июня — IX Глобальный Бакинский форум [12]
- 26—29 июня — 11 конференция министров туризма Организации исламского сотрудничества[13]

## Июль
- 25—29 июля — Sea Breeze Summer Fest[14]

## Август
- 9—18 августа — Азербайджан на Играх исламской солидарности 2021

## Сентябрь
- 15—16 сентября — Участие в саммите Шанхайской организации сотрудничества
- 21—24 сентября — Шуша 2022 (шахматный турнир)
- 23 сентября — Зафиксирована самая высокая температура в Баку и на Абшеронском полуострове для конца сентября — +37°С[15]

## Октябрь
- 2—11 октября — Всемирная юношеская шахматная олимпиада 2022 (Нахичевань)[16][17]
- 5—6 октября — I Национальный градостроительный форум[18][19]
- 13 октября — Участие в 6 Саммите Совещания по взаимодействию и мерам доверия в Азии[20]
- 19 октября — Бакинская международная конференция омбудсменов[21][22]
- Выставка Исламской торгово-промышленной палаты[23]
- 20 октября — Открыт Зангеланский аэропорт[24]

## Ноябрь
- 1 ноября — Участие в 31 саммите Лиги арабских государств[25][26][27]
- 4—6 ноября — Турнир Большого шлема по дзюдо[англ.](Баку)[28][29]
- 11 ноября — Участие в IX саммите Организации тюркских государств[30]
- 24—25 ноября — VI Международный банковский форум (Баку)[31].

## Декабрь
- 9 декабря — ХХ съезд Союза архитекторов Азербайджана[32]
- 17—24 декабря — 8-й Мемориал Вугара Гашимова[33]
- 22 декабря — Учреждено Полномочное представительство Президента Азербайджана в Нахчыванской Автономной Республике[34]
- 23 декабря — Открыта станция «Ходжасан» бакинского метрополитена[35]

## Без точных дат
- Начато строительство международного энергетического коридора Азербайджан—Турция—Европа[36].

## В культуре
- 18—26 сентября — XIV Международный музыкальный фестиваль Узеира Гаджибейли[37]
- 21—25 сентября — VI международный фестиваль документального кино «DokuBaku»[38]
- 27 сентября—1 октября — IV Национальная книжная выставка[39]
- 26 октября — XIII съезд Союза писателей Азербайджана[40][41]
- 15 ноября—22 ноября — XVII Бакинский международный джаз-фестиваль (Baku Jazz Festival)[42][43]
- 25 ноября—30 ноября — 2-й Фестиваль короткометражных спектаклей 4.4[44][45][46][47]

## В спорте
- 31 января — Федерации лыжного спорта Азербайджана преобразована в Федерацию зимних видов спорта Азербайджана[48]
- 11—13 марта — Проведён чемпионат Азербайджана по плаванию 2022[49]
- 11 июня — Сборная Азербайджана по мини-футболу впервые стала чемпионом Европы 2022 по мини-Футболу EMF[англ.][50][51][52]
- 31 августа — Гюнай Мамедзаде завоевала серебряную медаль, Ульвия Фаталиева — бронзовую чемпионата Европы по шахматам среди женщин 2022 (, Прага)[53][54]
- 23 октября — Говхар Бейдуллаева и Абдулла Гадимбейли выиграли чемпионат мира по шахматам среди юниоров 2022 (U-20) (, Сардиния)[55][56][57].
- 5—6 ноября — В Баку проведён Кубок мира по греко-римской борьбе 2022[англ.][58]

## Умерли
- 13 февраля — Афган Аскеров[азерб.], писатель[59][60]

- 10 марта — Рустам Ибрагимбеков, советский, российский и азербайджанский писатель, кинодраматург и кинорежиссёр[61][62]
- 17 июля — Севда Ибрагимова, композитор[63]
- 15 августа — Фирангиз Рагимбекова[азерб.], актриса[64][65].
- 27 августа — Джамиля Гасанзаде, искусствовед, автор книги «Волшебные сказки Тебриза»[66].
- 9 октября — Рухангиз Гасымова, композитор[67].
- 15 декабря — Октай Раджабов, композитор[68]